# Castro de Burela
El Castro de Burela o Chao do Castro es un antiguo castro ubicada en el municipio español de Burela, en la provincia de Lugo (Galicia). Es conocido porque en él se halló el torques de Burela, entre otros objetos como arracadas y puntas de flecha.

## Morfología
Se asienta en un terreno elevado junto al mar Cantábrico, conocido en Burela como Chao de Castro, y su ocupación data de los siglos III y II a. C.. Su acceso está delimitado por unos muros definidos, aunque bastante colmatados de tierra, y una rampa de acceso aún visible. Desde el paseo marítimo de Burela se puede ver perfectamente, ya que la carretera pasa justo al lado.
A simple vista pueden distinguirse varios grupos de estructuras, tales como: la croa (parte más alta del castro) y sus muros, la rampa de acceso al castro, los muros divisorios internos y los muros defensivos asociados a fosos. Aunque este análisis es muy intuitivo, es una herramienta útil para comprender la morfología y la posible extensión del castro.